# لانس دونبار
لانس دونبار (بالإنجليزية: Lance Dunbar) هو لاعب كرة قدم أمريكية أمريكي، ولد في 25 يناير 1990 في نيو أورلينز في الولايات المتحدة.

## وصلات خارجية
- لانس دونبار على موقع مرجع كرة القدم المحترفة.كوم (الإنجليزية)